# 福格姆斯 (阿肯色州)
幅格姆斯（英語：Four Gums）是位於美國阿肯色州聖弗朗西斯縣的一個非建制地區。該地的面積和人口皆未知。

## 地理
幅格姆斯的座標為35°00′50″N 91°00′47″W / 35.01389°N 91.01306°W，而該地的平均海拔高度為63米（即207英尺）。